# Pazy
Pazy est une commune française située dans le département de la Nièvre en région Bourgogne-Franche-Comté, à 250 km au sud de Paris.

## Géographie

### Villages, hameaux, lieux-dits, écarts
A côté du bourg de Pazy, les hameaux de Mouches, Varennes, Sainte Camille, les Manœuvres, l'Huis au Roy, la Chaise, Ancray, Saint Gremange, Ardan, Prelichy et les Ormigiens complètent la commune. 

### Climat
Pour des articles plus généraux, voir Climat de la Bourgogne-Franche-Comté et Climat de la Nièvre.
En 2010, le climat de la commune est de type climat océanique dégradé des plaines du Centre et du Nord, selon une étude du Centre national de la recherche scientifique s'appuyant sur une série de données couvrant la période 1971-2000. En 2020, Météo-France publie une typologie des climats de la France métropolitaine dans laquelle la commune est exposée à un climat océanique altéré et est dans la région climatique  Centre et contreforts nord du Massif Central, caractérisée par un air sec en été et un bon ensoleillement. 
Pour la période 1971-2000, la température annuelle moyenne est de 10,7 °C, avec une amplitude thermique annuelle de 16 °C. Le cumul annuel moyen de précipitations est de 893 mm, avec 13 jours de précipitations en janvier et 8,1 jours en juillet. Pour la période 1991-2020, la température moyenne annuelle observée sur la station météorologique de Météo-France la plus proche, « Lormes_sapc », sur la commune de Lormes à 16 km à vol d'oiseau, est de 11,2 °C et le cumul annuel moyen de précipitations est de 1 071,3 mm. 
La température maximale relevée sur cette station est de 40,7 °C, atteinte le 25 juillet 2019 ; la température minimale est de −18,1 °C, atteinte le 12 janvier 1987,,. 
Les paramètres climatiques de la commune ont été estimés pour le milieu du siècle (2041-2070) selon différents scénarios d'émission de gaz à effet de serre à partir des nouvelles projections climatiques de référence DRIAS-2020. Ils sont consultables sur un site dédié publié par Météo-France en novembre 2022.

## Urbanisme

### Typologie
Au 1er janvier 2024, Pazy est catégorisée commune rurale à habitat très dispersé, selon la nouvelle grille communale de densité à sept niveaux définie par l'Insee en 2022.
Elle est située hors unité urbaine et hors attraction des villes,.

### Occupation des sols
L'occupation des sols de la commune, telle qu'elle ressort de la base de données européenne d’occupation biophysique des sols Corine Land Cover (CLC), est marquée par l'importance des territoires agricoles (73,9 % en 2018), une proportion identique à celle de 1990 (73,9 %). La répartition détaillée en 2018 est la suivante : prairies (49,5 %), forêts (24,9 %), terres arables (24,4 %), zones urbanisées (1,2 %). L'évolution de l’occupation des sols de la commune et de ses infrastructures peut être observée sur les différentes représentations cartographiques du territoire : la carte de Cassini (XVIIIe siècle), la carte d'état-major (1820-1866) et les cartes ou photos aériennes de l'IGN pour la période actuelle (1950 à aujourd'hui).

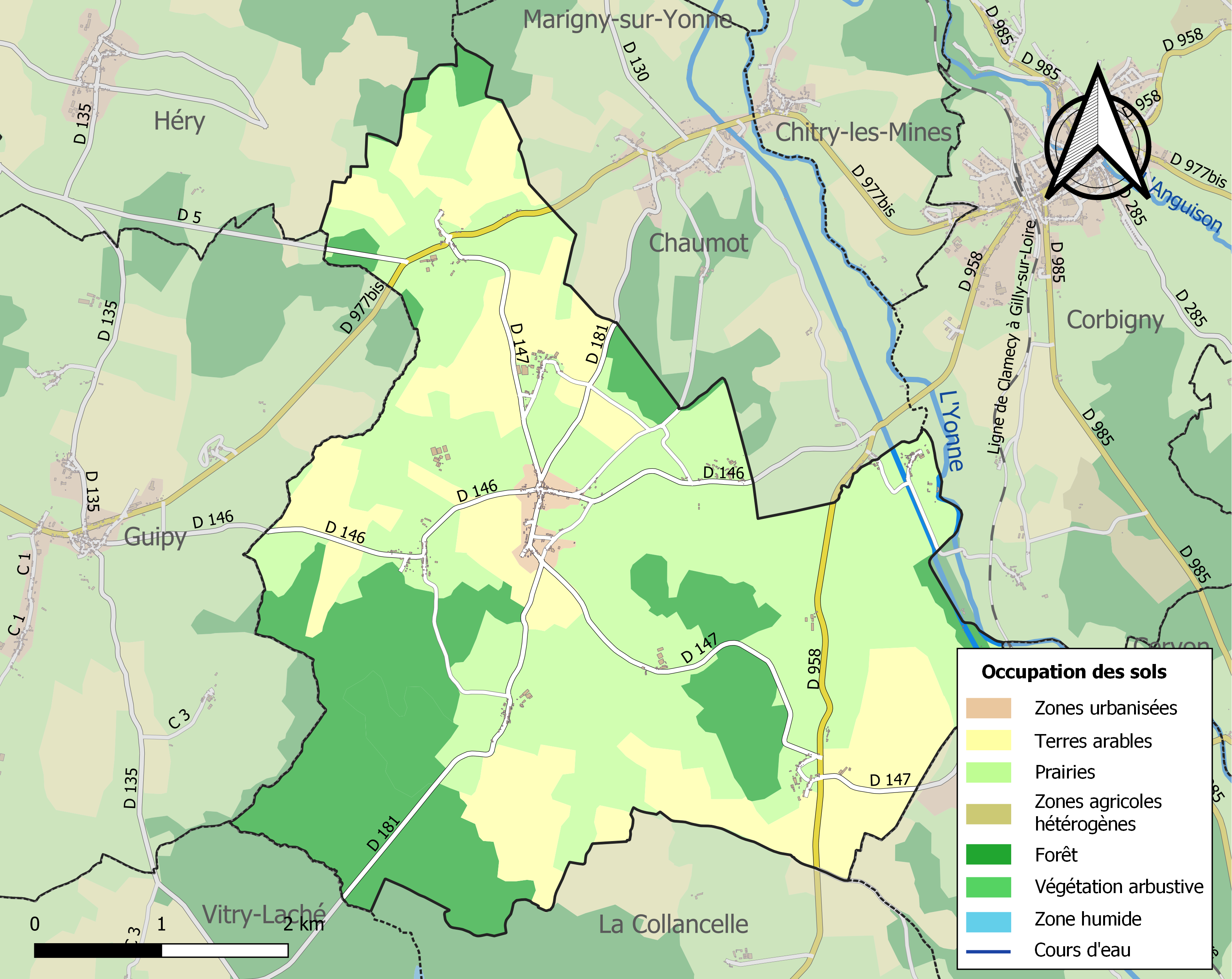
Carte des infrastructures et de l'occupation des sols de la commune en 2018 (CLC).

## Toponymie
Le nom de Pazy est cité en l'an 721 dans le cartulaire général de l'Yonne et aussi dans le testament, datant de 745, fait par Wildrade, fils de Corbon, fondateur de Corbigny, par lequel il cédait ses biens à l'abbaye de Flavigny. Dans le texte en latin Pazy est écrit Pagatiacum. Le nom de la localité est ensuite attesté sous les formes latinisées Paiziacum en 1231, Payziacum en 1287, Paziacum en 1478 et enfin romane Pazi en 1619[réf. nécessaire].
Il s'agit d'un type toponymique gallo-roman en -acum, suffixe d'origine celtique marquant la propriété, précédé de l'anthroponyme latin Pacatius, porté par un indigène.

## Histoire
Dans le bourg de Pazy il existe un lieu-dit la Boite-aux-Loups comprenant un pâté de maisons dont le nom pourrait signifier l'endroit où buvait le loup ou les loups.
Les hameaux d'Ancray (Ancroy, Encroy ou En-croy) en 1505 et d'Ardant en 1473 dépendaient de la châtellenie de Monceaux-le-Comte. Mouches (Mouchez en 1334) dépendait de la même châtellenie mais était vassale de La Tournelle (Arleuf). A Sainte-Camille existait un prieuré très ancien. Varennes (Varannes en 1462) et Prélichy étaient vassaux du comté de Chateau-Chinon. Saint-Grémange (Sanctus-Gremangius en 1231) est également rattaché à la châtellenie de Monceaux-le-Comte mais est un arrière-fief de Corvol-d'Embernard (1466). L'Huis-au-Roy, hameau partagé par un ruisseau entre les communes de Pazy et Chaumot a pour origine deux traditions populaires. Il s'agit soit d'une halte faite par le roi Philippe-Auguste en 1190 alors qu'il se rendait à la fontaine Sainte-Agathe à Corbigny soit d'un séjour du roi Louis XI lors de ses démêlés avec le duc de Bourgogne Charles-le-Téméraire. L'huis en langue morvandelle signifie la maison.
Avant la Révolution, il y avait deux autres hameaux aujourd'hui disparus : le Moulin-du-Bois situé entre Varennes et Sainte-Camille comprenant un moulin sur le ruisseau de Varennes, un charron et plusieurs familles de laboureurs ; Tournesac situé entre les Plantes, Ardant et Chaumot comprenant aussi un moulin sur le ruisseau d'Ardan. Les dernières ruines ont disparu vers 1940.
Plusieurs métiers étaient autrefois représentés à Pazy : meuniers, charrons, tisserands, sabotiers, couvreurs, maréchaux-ferrants, sages-femmes, huiliers, cabaretiers, marchands d'habits, vanniers, gardes-forestiers et couvreurs en paille.

## Politique et administration
| Période                                  | Période | Identité                       | Étiquette | Qualité     |
| ---------------------------------------- | ------- | ------------------------------ | --------- | ----------- |
| mars 2001                                | 2020    | Sansoit Étienne                |           | Retraité    |
| 1977                                     | 2001    | Tardivon Xavier                |           | Agriculteur |
| 1959                                     | 1977    | Ruelle Armand                  |           | Retraité    |
| 1953                                     | 1959    | Niez André                     |           |             |
| 1944                                     | 1953    | Sirot Louis                    |           |             |
| 1927                                     | 1944    | Ruelle Charles                 |           |             |
| 1919                                     | 1927    | Guenard Lucien                 |           |             |
| 1914                                     | 1919    | Tardivon Aubin                 |           |             |
| 1904                                     | 1914    | Gudin de Vallerin Auguste      |           |             |
| 1902                                     | 1904    | Pietresson de Saint-Aubin Paul |           |             |
| 1871                                     | 1902    | Gudin de Vallerin Henri        |           |             |
| 1860                                     | 1871    | Baudiot Jacques                |           |             |
| 1855                                     | 1860    | Gudin Henri                    |           |             |
| 1830                                     | 1855    | Thevenin Pierre                |           |             |
| 1817                                     | 1830    | de Paganie de La Chaise Claude |           |             |
| 1806                                     | 1817    | Petitiaux ....                 |           |             |
| 1793                                     | 1806    | Lorillot Dominique             |           |             |
| Les données manquantes sont à compléter. |         |                                |           |             |

|  |  |  |  |
|  |  |  |  |
|  |  |  |  |

## Démographie
L'évolution du nombre d'habitants est connue à travers les recensements de la population effectués dans la commune depuis 1793. Pour les communes de moins de 10 000 habitants, une enquête de recensement portant sur toute la population est réalisée tous les cinq ans, les populations de référence des années intermédiaires étant quant à elles estimées par interpolation ou extrapolation. Pour la commune, le premier recensement exhaustif entrant dans le cadre du nouveau dispositif a été réalisé en 2004.

En 2022, la commune comptait 293 habitants, en évolution de −5,48 % par rapport à 2016 (Nièvre : −3,28 %, France hors Mayotte : +2,11 %).
| 1793 | 1800 | 1806 | 1821 | 1831 | 1836 | 1841 | 1846 | 1851 |
| ---- | ---- | ---- | ---- | ---- | ---- | ---- | ---- | ---- |
| 541  | 513  | 561  | 602  | 619  | 702  | 679  | 741  | 675  |

| 1856 | 1861 | 1866 | 1872 | 1876 | 1881 | 1886 | 1891 | 1896 |
| ---- | ---- | ---- | ---- | ---- | ---- | ---- | ---- | ---- |
| 692  | 739  | 764  | 799  | 799  | 749  | 734  | 709  | 700  |

| 1901 | 1906 | 1911 | 1921 | 1926 | 1931 | 1936 | 1946 | 1954 |
| ---- | ---- | ---- | ---- | ---- | ---- | ---- | ---- | ---- |
| 746  | 711  | 683  | 506  | 498  | 461  | 468  | 436  | 432  |

| 1962 | 1968 | 1975 | 1982 | 1990 | 1999 | 2004 | 2006 | 2009 |
| ---- | ---- | ---- | ---- | ---- | ---- | ---- | ---- | ---- |
| 395  | 375  | 338  | 345  | 327  | 324  | 322  | 320  | 329  |

| 2014 | 2019 | 2022 | - | - | - | - | - | - |
| ---- | ---- | ---- | - | - | - | - | - | - |
| 310  | 296  | 293  | - | - | - | - | - | - |

## Lieux et monuments
Religieux
- Église Saint-Prix de Pazy, beau portail roman classé XIIe siècle. Abside en cul-de-four et arcature aveugle précédée par deux travées en berceau brisé. Pour visiter, demander les clefs au 03 86 20 02 71[18].

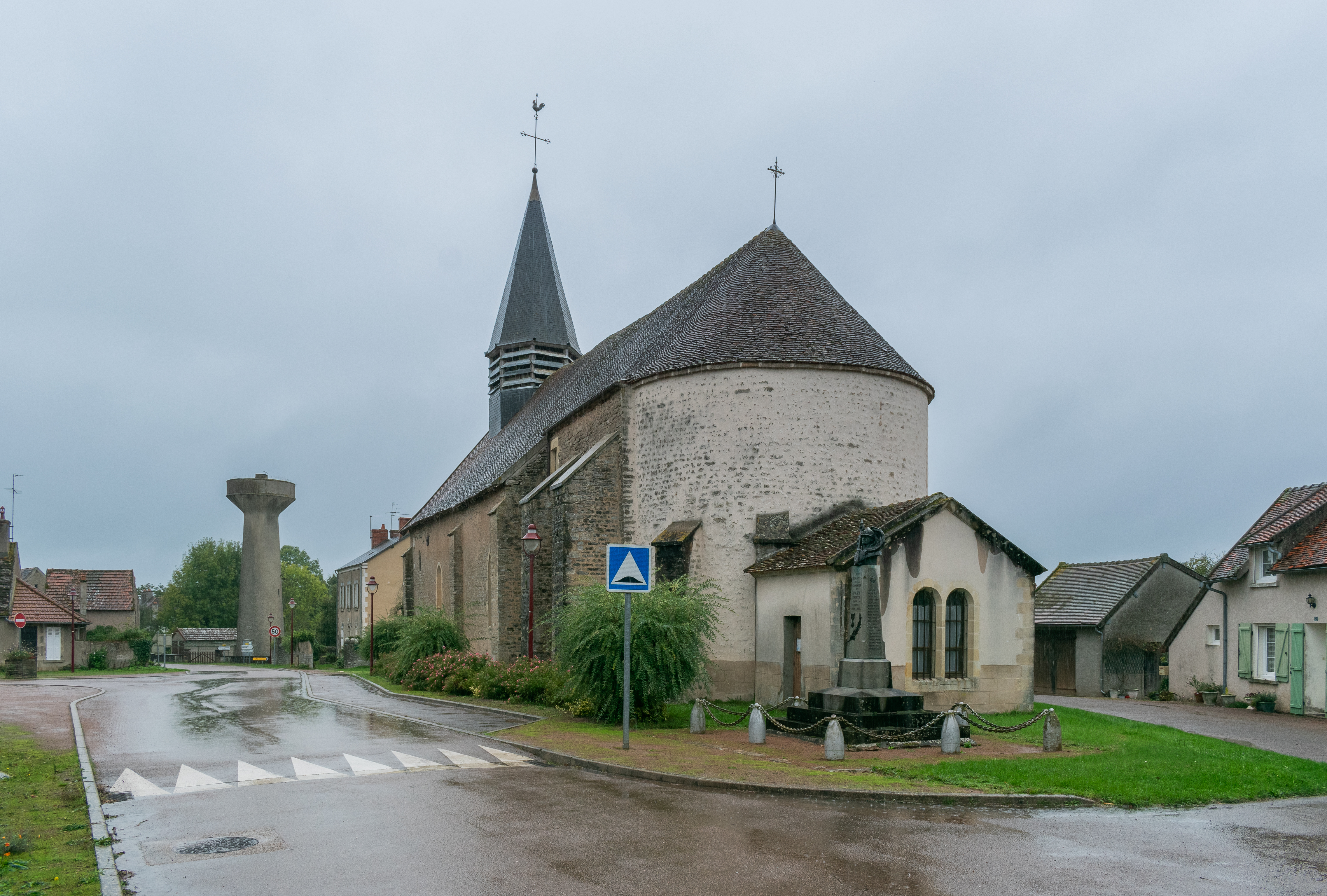
Vue depuis le sud-est.
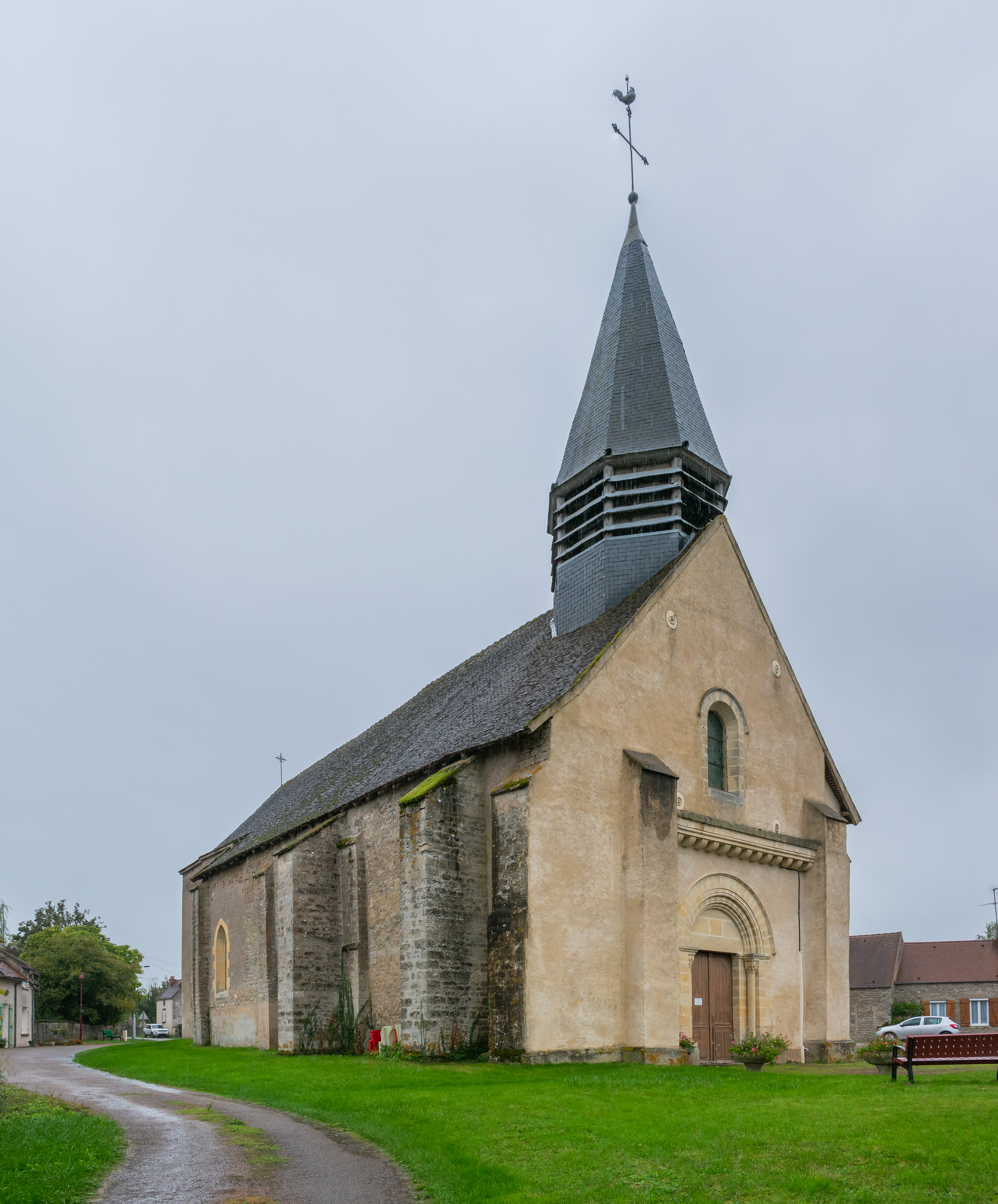
Vue depuis le nord-ouest.
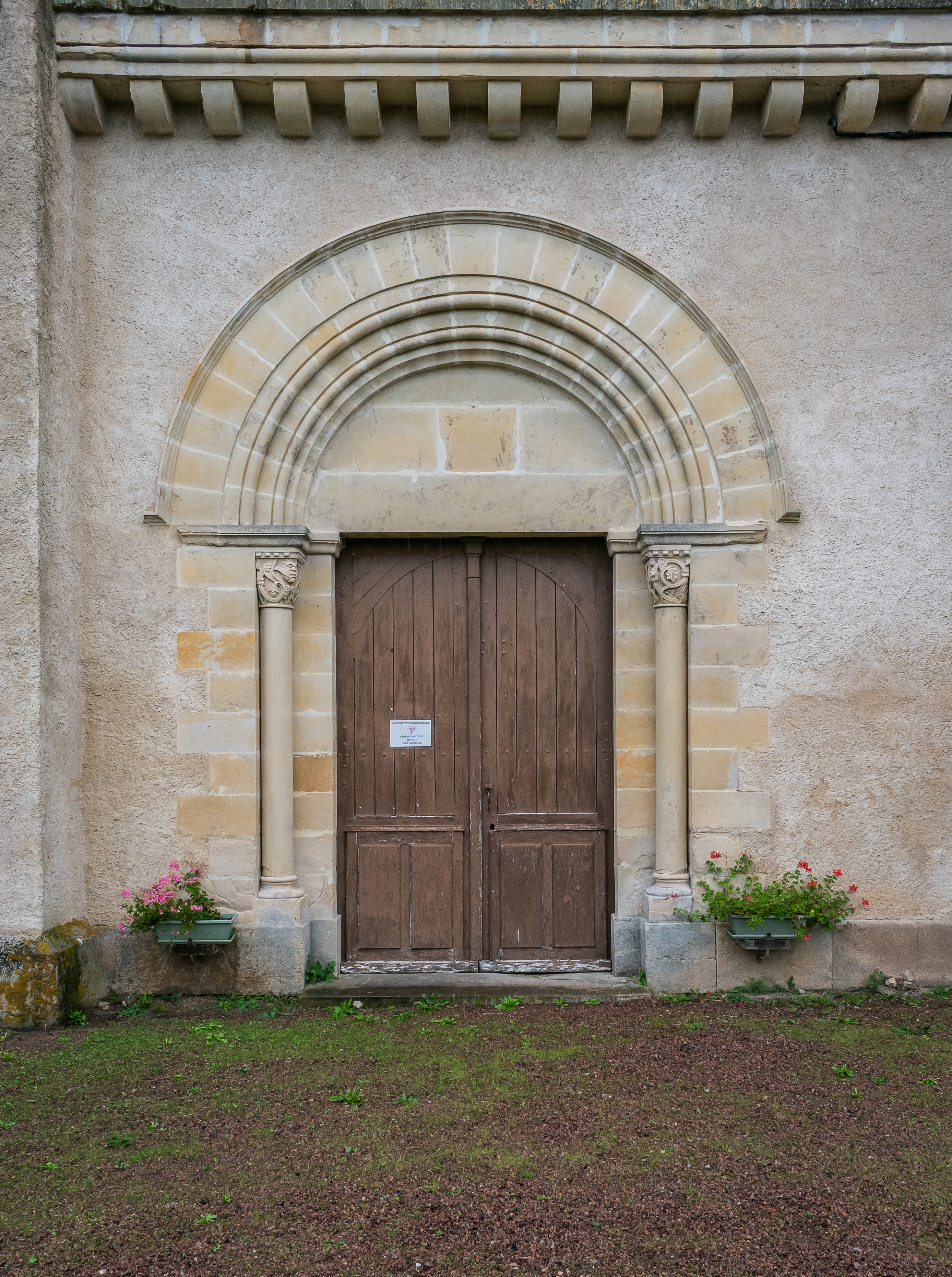
Portal.
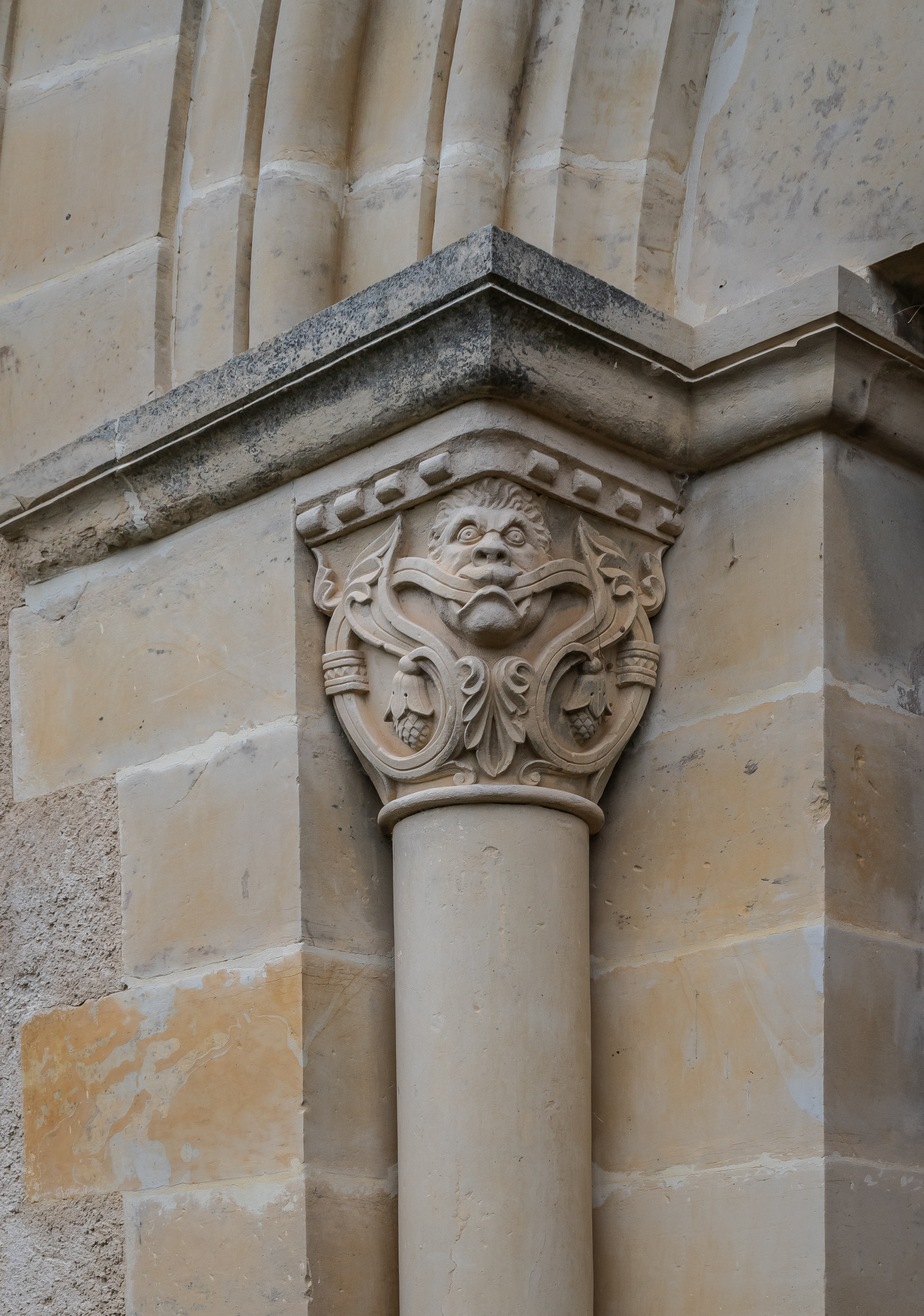
Chapiteau du portail.
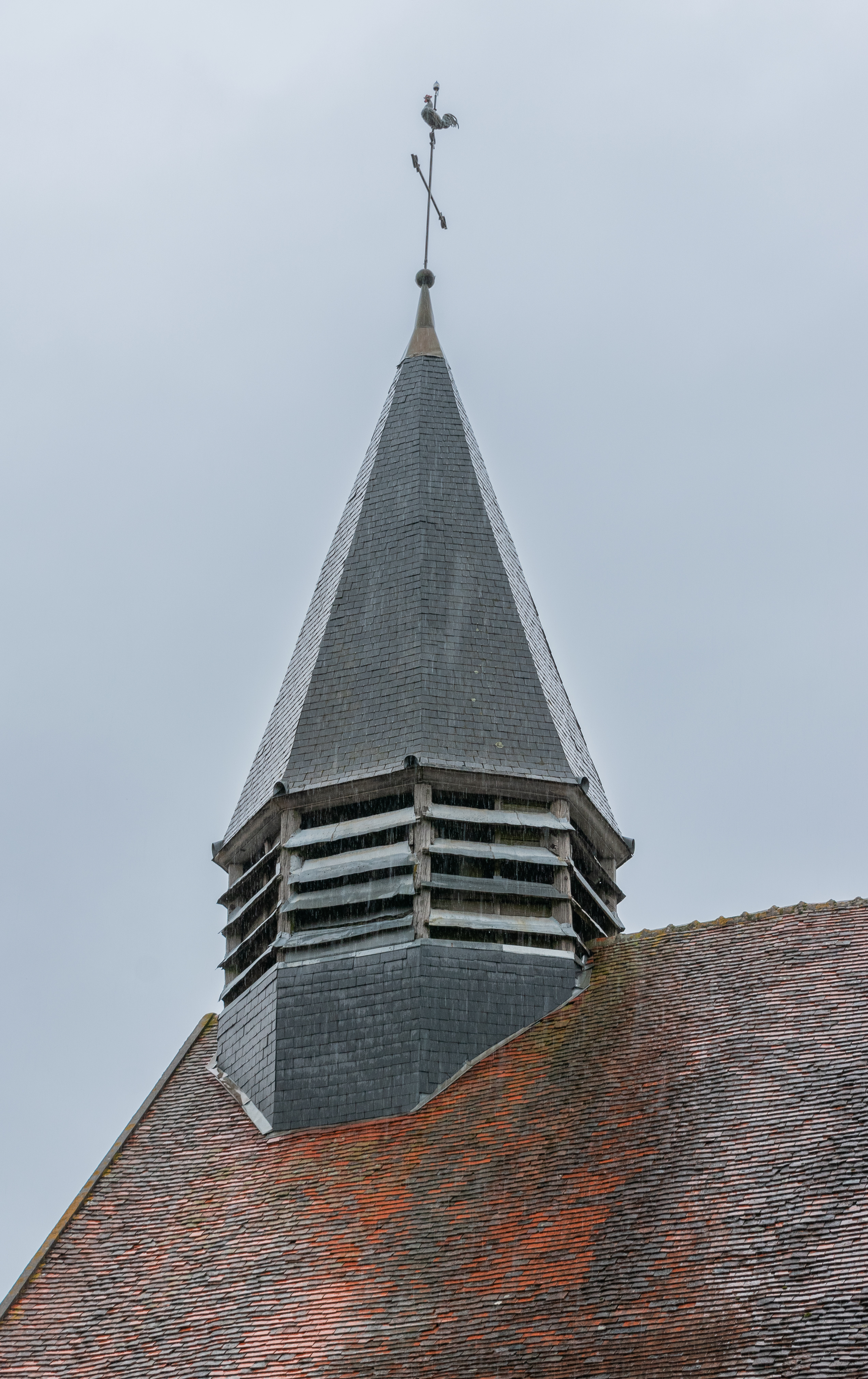
Clocher.

Civils
- Château de La Chaise, situé au bord de l'Yonne, érigé au XVe siècle est composé d'un corps de logis rectangulaire à deux niveaux. Depuis le XVIe siècle plusieurs remaniements ont ajouté deux tours dont l'une abrite une chapelle voûtée et un pavillon néo-Renaissance accolé à l'ensemble. Il appartint pendant plusieurs siècles à la famille de Pagany.
- Le canal du Nivernais est présent sur la commune, il se situe entre les hameaux de la Chaise et l'Huis-au-Roi. Le chemin de hallage est devenu un sentier de randonnée à vélo et de course à pied. La balade est agrémentée par le passage de nombreuses péniches cheminant d'écluse en écluse.

Des noms de rues et de lieux ont traversé la tradition orale pour être transmis jusqu'à aujourd'hui. La rue Friquet : sentier reliant la mairie de Pazy au hameau de Prélichy. La rue Merlin : route reliant le hameau de Mouches à celui de Prélichy. La Cour Amiot : groupe de maisons se situant dans la rue à droite de la mairie. Le Calvaire : ancienne ferme et dernière maison du bourg de Pazy à gauche en allant sur Prélichy. La côte des Huguots : grand virage en montée entre Pazy et Chaumot. Le quartier des Fontaines ou des Chaumes, se situant vers l'ancien lavoir à proximité de l'école primaire de Pazy. La rue Borne : petite rue en montée partant du carrefour des fontaines (au niveau des conteneurs de déchets) et se dirigeant vers la route de Mouches. Les Ormigiens : ferme près du château de Prélichy.
Florilège de quelques noms de prés encore vivant dans la mémoire populaire : le Canapé (jardin près des bois) sur la route reliant Pazy à Varennes, les Aubus, le Bouchon Blanc, le Zède, les Champs Merciers, le Barraban (les vignes où il reste en 2014 deux vignerons amateurs  sur la route du cimetière allant au Bouquin qui est d'ailleurs l'ancienne route pour aller à Corbigny).

## Héraldique
| Blason de Pazy | Blason  | Coupé ondé mi-parti en chef au 1 de gueules à un crosseron d'or, au 2 de sinople à une ancreversée d'or, au 3 d'argent à deux lions affrontés d'azur. |
| Blason de Pazy | Détails | Créé par JF Binon.Blason sur l'application PanneauPocket, 2023.                                                                                       |